# Лавз (сын Мезенция)
Лавс или Лавз (лат. Lausus) — сын этрусского царя Мезенция, упоминавшийся в римской анналистической традиции; был убит в войне латинов и тирренов в правление Аскания. Фигурирует как персонаж в «Энеиде» Вергилия, где он описан, как благочестивый юноша, который вышел на бой из Тиррении, защищал отца и убит Энеем. Имя «Лавс» интерпретировалось, как этрусское.
В музее Лувра хранится этрусская чаша, надпись на которой была прочитана в конце 1980-х, как mi Laucies Mezenties «я (принадлежу) Лаукию Мезентию». Чаша предположительно относится к второй половине VII в. до н. э., и происходит из города Цере. Надпись интерпретируется, как довод в пользу как существования рода Мезенциев, так и наличия у Мезенциев личного имени Laucie, которое может быть идентично с «Лавсом» Вергилия. При этом исследователи сомневаются в том, что сами эти имена являются этрусскими.